# Copypasta
Copypasta, pasta – tekst przypominający opowiadanie, kopiowany i rozpowszechniany przez internautów. Traktowany jako rodzaj memu internetowego. Nazwa tego zjawiska pochodzi od angielskich słów copy (kopiuj) i paste (wklej).
Pasty tworzone są przede wszystkim w celach humorystycznych. Częstymi, choć nieobowiązkowymi elementami past są: wulgaryzmy, brak poprawności gramatycznej i ortograficznej czy skatologiczny humor, mające na celu upodobnienie ich do typowego slangu młodzieżowego czy też stylu pisania na forum internetowym. Innymi charakterystycznymi cechami są: pojawianie się znanych postaci, czasem występujących pod nieco przekręconymi nazwiskami, nawiązania do popkultury, literatury pięknej czy historii.
W odróżnieniu od łańcuszków internetowych copypasty zazwyczaj nie zawierają tekstów bezpośrednio nawołujących do przekazywania ich dalej. Copypasty kopiowane są albo w wersji niezmienionej, albo zmodyfikowane w celu dopasowania do innej sytuacji (np. poprzez zmianę występujących postaci). Tego typu modyfikacje zazwyczaj są dokonywane w taki sposób, aby nadal można było łatwo rozpoznać oryginalną pastę.
Przykładem popularnej copypasty jest tekst rozpoczynający się słowami Mój stary to fanatyk wędkarstwa autorstwa Malcolma XD. W paście tej narrator opowiada o pasji wędkarskiej swojego ojca, która negatywnie odbija się na życiu całej rodziny. Historia ta doczekała się szeregu przeróbek. Na podstawie tej copypasty został nawet wyprodukowany krótkometrażowy film fabularny Fanatyk.
Podtypem copypasty jest creepypasta mająca na celu wzbudzenie w czytelniku niepokoju z użyciem technik podobnych do tych stosowanych w horrorach.
Copypasty rodzą spory z punktu widzenia prawa autorskiego. Uznanie past za w pełni chronione przez prawo sprawiałoby liczne problemy praktyczne, choćby z tego względu, że ich używanie bez zgody autorów byłoby niemożliwe. Dorozumianą wolą autorów, wynikającą z samej natury pasty i jej nazwy, jest dalsze powielanie takich opowiadań. Stąd przeważa opinia, według której opowiadania te stanowią tzw. dzieła osierocone (porzucone), ewentualnie udostępnione w ramach nieograniczonej i nieodpłatnej licencji podobnej do licencji typu Creative Commons.